# Exechia aequalis
Exechia aequalis är en tvåvingeart som beskrevs av Van Duzee 1928. Exechia aequalis ingår i släktet Exechia och familjen svampmyggor.
Artens utbredningsområde är Kalifornien. Inga underarter finns listade i Catalogue of Life.